# 玛丽亚·卡钦斯卡
玛丽亚·卡钦斯卡（波蘭語：Maria Helena Kaczyńska，1942年8月21日—2010年4月10日），波兰总统莱赫·卡钦斯基夫人，2005年至2010年间为波兰第一夫人。她还精通英语、法语、西班牙语和俄语四国外语。
她毕业于格但斯克大学，在校学习对外贸易和交通经济学。1966年毕业后开始工作。1976年与卡钦斯基结识，并于1978年成婚。他们夫妇两人育有一女。2010年4月10日，在随同丈夫访问俄罗斯途中，因乘坐的图-154飞机失事而遇难。